# Dmitri Soukharev
Pour les articles homonymes, voir Soukharev.
Dmitri Vladimirovitch Soukharev (en russe : Дмитрий Владимирович Сухарев), né le 25 décembre 1960 à Tchkalovsk en République socialiste fédérative soviétique de Russie, est un joueur russe de basket-ball évoluant au poste de pivot.

## Biographie
Avec MBK Dynamo Moscou, Soukharev est médaillé d'argent au championnat d'URSS 1990 et au Championnat de Russie en 1996.
Il est diplômé de l'Université d’État de l'éducation physique, du sport, de la jeunesse et du tourisme de Russie.

### Palmarès
- Finaliste du championnat du monde 1990
- Finaliste du championnat d'Europe 1993